# Imaginärer Kugelkreis
Als imaginärer Kugelkreis, auch unendlich ferner oder uneigentlicher Kugelkreis oder absoluter Kegelschnitt oder Maßkegelschnitt genannt, wird in der projektiven Geometrie über {\displaystyle P^{3}(\mathbb {C} )} der Kreis auf der unendlich fernen Ebene {\displaystyle E_{\infty }} bezeichnet, der auf allen Kugeln liegt. Dieser Kreis ist den beiden Punkten in {\displaystyle P^{2}(\mathbb {C} )} (den sogenannten Kreispunkten), die auf allen Kreisen liegen, analog. {\displaystyle P^{3}(\mathbb {C} )} ist nichteuklidisch und, wenn man den Anschauungsraum {\displaystyle \mathbb {R} ^{3}} als Teilmenge von {\displaystyle P^{3}(\mathbb {C} )} auffasst, so sind dieser und {\displaystyle E_{\infty }} disjunkt, weswegen sich der Kugelkreis der gewöhnlichen Anschauung entzieht.

## Beschreibung
Sei {\displaystyle K} eine Kugel in dem affinen Raum {\displaystyle \mathbb {C} ^{3}} mit Mittelpunkt {\displaystyle (a,b,c)} und Radius {\displaystyle r}. Diese Kugel wird durch die Gleichung
{\displaystyle K\colon \quad (x-a)^{2}+(y-b)^{2}+(z-c)^{2}=r^{2}}
beschrieben. Die Homogenisierung dieser Gleichung liefert als Gleichung über {\displaystyle P^{3}(\mathbb {C} )}
{\displaystyle K\colon \quad (x-aw)^{2}+(y-bw)^{2}+(z-cw)^{2}=r^{2}w^{2},}
wobei die Punkte nun durch homogene Koordinaten {\displaystyle (x,y,z,w)} dargestellt werden. Da für {\displaystyle E_{\infty }} die Identität {\displaystyle w=0} gilt, folgt:
{\displaystyle K\cap E_{\infty }\colon \quad x^{2}+y^{2}+z^{2}=0\wedge w=0}
{\displaystyle K\cap E_{\infty }} ist unabhängig vom Kugelmittelpunkt {\displaystyle (a,b,c)} und vom Radius {\displaystyle r}, also liegt {\displaystyle K\cap E_{\infty }} auf allen Kugeln. Durch Umstellen erhält man dann zum Beispiel {\displaystyle x^{2}+y^{2}=(\mathrm {i} z)^{2}} als Gleichung für einen Kreis mit Radius {\displaystyle \mathrm {i} z} ({\displaystyle \mathrm {i} } ist die imaginäre Einheit), was zeigt, weshalb Felix Klein diese Kurve {\displaystyle K\cap E_{\infty }} als imaginären Kreis bezeichnete. Man beachte, dass auch ein imaginärer Kreis mit Radius 0 aus mehr als einem Punkt besteht.

## Umkehrung
Auch eine Umkehrung des Satzes, dass der Kugelkreis auf allen Kugeln liegt, gilt: Enthält eine Fläche zweiter Ordnung den Kugelkreis, so ist diese Fläche bereits eine Kugel, sofern sie nicht in zwei Ebenen entartet ist.

## Quelle
- Felix Klein: Vorlesungen über nicht-euklidische Geometrie. Göttingen/Hannover 1928, Nachdruck Chelsea Publishing Company, New York, S. 135–137.